# 嘉手納良智
嘉手納　良智（かでな よしとも、1978年- ）は、日本の俳優。既婚。
沖縄県出身。神戸大学法学部法律学科中退。Theater TEN Company(仮称）所属。

## 略歴
神戸大学在学中、神戸大学演劇研究会「はちの巣座」に所属。はちの巣座15期生として、花形の主演俳優として所属劇団以外の舞台公演等でも幅広く活躍。ファントマの東京・大阪公演にも参加。
2004年から地元である沖縄で演劇活動を開始。
「大航海レキオス」をはじめ、多くの劇団・舞台に客演する。
2008年から、浦添市ゆいゆいキッズシアターの演技指導等を行う。
映像作品、CMにも出演多数。
2011年　浦添市文化芸術振興事業委員　　

## 主な出演作品

### 舞台
フリー（2005年〜2008年）
- 現代版組踊　大航海レキオス（計24公演）- オヤケアカハチ 役
- 琉球エレジー
- 琉舞の花道
- 琉球ルネッサンス

Theater TEN Company(仮称）
- 「日本の戯曲を読む」「銀河鉄道の夜」「タバコに火をつけて」「＠エントランス」

ゆいゆいキッズシアター
- 「君とつなげる虹色」（2007年 12月　演技指導）
- 「舜天幻想記」（2008年 12月 脚本・総合演出）
- 「君とつなげる虹色」（2009年 12月　演出・脚色）
- 「交わされた絆〜ようどれに眠る姫」（2010年　8月脚本・演出）
- 「交わされた絆〜千年王国の魔物」（2013年　3月脚本・演出）

琉球オペラ　アオリヤエ 〜ようどれに眠る愛〜　
- （2010年　12月 脚本・演出助手）
- （2011年　10月 脚本・演技指導）
- （2012年　10月 脚本・演技指導）
- （2013年 　2月 脚本・演出）

その他
- ミュージカル「海から豚がやってきた」（主催：第4回世界のウチナーンチュ大会）(2006年）出演
- 沖縄市民劇場「ぼくらはみんな生きている」（主催：沖縄市文化協会）出演　（2006年）
- 糸満市ミュージカル「白銀堂」主演　涼太役 (2008年、2010年）
- 「かじまやー　カメおばぁの生涯」　（主催：北谷町ニライセンター　演出：栗山民也）出演(2010年）
- 浦添市文化協会40周年事業「いちゃりば兄弟」（主催：浦添市文化協会）(2011年）演出
- ニイナとオジイの戦世〜めぐりめぐる命の惨禍〜（主催：シャ・ラ・ラ・カンパニー）（2011年）演出助手
- ニイナとオジイの戦世〜めぐりめぐる命の惨禍〜（主催：那覇市）（2012年）演出助手

### CM
- 2007年　au沖縄　（12月ver.）
- 2008年　オリオンビール「麦職人」「ドラフト鮮度一直線編」、次郎工業、琉球銀行（40周年ver.）
- 2009年　au沖縄、マリエールオークパイン、沖縄ホンダ
- 2010年　琉球ジャスコ
- 2011年　JTB 「沖縄へ行こう」、沖縄中央学園、ミルキーエステート

### テレビドラマ
- キムタカ！ （2008年、琉球放送） - 山城賢次 役

### ラジオ
- タイフーンFM　-　ジングル